# Shila Amzah
Shila Amzah (chinois : 茜拉 ; pinyin : Xīlā, jawi : نورشهيلا بنت أمير عامزه), NurShahila binti Amir Amzah née le 13 août 1990 à Kuala Lumpur, en Malaisie, est une chanteuse malaisienne, qui rencontre un certain succès en Chine sous le nom de Xila.
Elle est la fille de Amir Amzah Salleh (ms), connu par son surnom, ND Lala, un chanteur malaisien ayant eu du succès dans les années 1980, et de Fauziah Sarman, une actrice malaisienne.
Elle est un Trésor national de Malaisie.

## Biographie
Elle signe son premier album en 2000 avec la maison d'édition ACE et son second en 2005 avec EMI.
Elle concourt à l'émission One in a Million en 2007 et gagne la 10e Asia New Singer Competition (en) (亚洲新人歌手大赛) sur la chaîne de télévision de Shanghai, Dragon TV en 2008. La même année, elle enregistre un second album avec le studio Monkey Bone.
En 2009, elle enregistre Rentak Optimis, une musique dans le cadre d'une campagne publicitaire pour Coca-Cola avec le chanteur malaisien Dafi (ms).
Elle rencontre avec son père, le président chinois, Xi Jinping, en Malaisie, en octobre 2013.
En 2014, elle fait son premier concert en Solo en Chine, au stade de Luwan (卢湾区体育中心), dans le District de Luwan de Shanghaï.
Elle est devenue célèbre en Chine, à l'âge de 25 ans, lorsqu'elle est passée à l'émission de la chaîne Hunan Télévision, de la province du Hunan, I Am a Singer, notamment pour le port du hidjab et surtout sa voix. En mai 2015, elle avait 2,5 millions de fans sur son site Sina Weibo. Elle apprend le chinois pour passer à cette émission, en se faisant aider de différentes stars locales, telles que Han Lei, Zhang Jie (en) ou encore Zhang Yu (Phil Chang (en)), ce qui lui a également permis d'apprendre différentes ficelles du métier de musicien de télévision.

## Discographie

### Albums
- 2000: Terima Kasih Guruku, ACE
- 2005: Sha-Hila, EMI
- 2009: Bebaskan, Monkey Bone Records
- 2011: 3 Suara, Sony Music Malaysia
- 2013: Shila Amzah, Shila Amzah Entertainment Berhad
- 2016: My Journey, Shilala (HK) Limited